# Tramway de Vichy à Cusset
Le tramway de Vichy à Cusset est  un ancien  tramway à air comprimé exploité entre les villes mitoyennes de Vichy et Cusset dans le département français de l'Allier. Ce tramway fonctionna du 15 décembre 1895 au 31 mars 1927 et était exploité par la Société anonyme du Tramway de Vichy à Cusset.
Il ne doit pas être confondu avec la ligne ferroviaire de Cusset à Lavoine-Laprugne de la société des Chemins de fer du Centre dont la section Vichy - Cusset fonctionna entre 1912 et 1949.

## Histoire
Dans les années 1870 apparaît le besoin d'améliorer l'offre de transport en commun assurée alors par des omnibus pour relier Vichy à Cusset,  commune limitrophe. Plusieurs projets de tramways à vapeur sont étudiés sans succès, compte tenu de l'opposition due à la pollution produite par ce type d'engin à l'époque. Le projet de tramway à air comprimé proposé par M. Lapeyre, ingénieur civil parisien, rencontre plus de succès.
Il obtient le 26 avril 1894 la concession pour 50 ans d'une ligne de tramway reliant les deux villes, et transfère ses droits à la Société anonyme du Tramway de Vichy à Cusset qu'il crée avec Hildevert-Pierre Hersent le 28 avril 1898. La ligne est déclarée d'utilité publique le 12 janvier 1895. Cette ligne est destinée au transport des voyageurs, de leurs bagages et à celui de la messagerie, c'est-à-dire le transport de petits colis.
Le service commercial débute le 15 décembre 1895.
Une électrification de la ligne est envisagée dès 1912 afin de permettre une extension du tracé et l'amélioration des fréquences.
Avec la baisse du trafic due à la Première Guerre mondiale, qui entraîne une baisse du trafic thermal et d'importantes difficultés d'approvisionnement en charbon (une seule des six motrices circule sur la ligne en 1917), puis avec la concurrence croissante de l'automobile (le trafic, qui était encore de  1 296 800 voyageurs en 1922, s'abaisse à 850 000 voyageurs en 1926), l'exploitation est de plus en plus difficile et le déficit croît.
Les concessionnaires demandent le 7 février 1925 la transformation de la ligne afin de l'exploiter en traction électrique ou par motrices à essence, ou son remplacement par des autobus. La ville de Vichy s'oppose à l'électrification, mais la voie nécessitant d'importants travaux de réfection et le matériel roulant étant obsolète, le concédant décide alors d'abandonner le tramway et les motrices Mékarski sont remplacées par des autobus fournis par De Dion.
Il semble que la société ait rejoint le groupe de la société générale des transports départementaux (SGTD), puisque Eugène Paris, administrateur délégué de la SGTD avait également cette qualité pour la société du Tramway en 1927 et lors du déclassement de la ligne en 1928.
La ligne est déclassée le 24 mars 1927, ; elle est fermée au trafic voyageurs le 1er avril. Le nouveau réseau de bus sera exploité, de 1927 à 1946, par la compagnie du tramway.

## Infrastructure
D'une longueur de 3 903 mètres, la ligne était à voie métrique et utilisait des rails de type Marsillon, une voie constituée de rails et contre-rails boulonnés entre eux, entre lesquels se place le boudin de la roue du tramway et posés sur des traverses de chêne et du ballast de l'Allier.
Elle débutait au cours Lafayette à Cusset, contournait par le nord le centre-ville en suivant le cours Lafayette, le cours Annet-Arloing, le cours de Tracy et la place du Centenaire de la République, puis la rue de la République, franchissait le pont sur le Sichon, puis prenait la route nationale 106 (actuelle avenue de Vichy, puis avenue de Gramont) sur laquelle elle entrait à Vichy, bifurquait rue de Lyon, passait sous les voies ferrées de la ligne de Saint-Germain-des-Fossés à Darsac. Elle tournait rue de la Gare pour desservir la gare de Vichy puis par l'avenue de la Gare (actuelle avenue Paul-Doumer) poursuivait jusqu'à  l’église Saint-Louis où se trouvait le terminus,.
Au terminus, une boucle parcourue sans voyageurs par la rue Sainte-Barbe, une section de la rue de Nimes (l'extrémité de l'actuelle rue Clemenceau) et le début de l'avenue de la Gare (actuelle début de l'avenue Paul-Doumer) permettait au tramway de faire demi-tour. Comme cette boucle gênait la circulation, elle est remplacée en 1903 par une voie de garage rue Sainte-Barbe avec une plaque tournante au chevet de l'église Saint-Louis.

### Évitements
La ligne étant à voie unique, trois évitements étaient aménagés cours Tracy, près de l'usine à gaz et juste avant la gare de Vichy (à hauteur de l'actuel parking voitures) pour permettre le croisement des rames, plus un à chaque terminus.
Une boucle terminale était installée au début de l'exploitation au terminus de l'église Saint-Louis, remplacée ultérieurement par une plaque tournante. Une autre plaque tournante était installée au terminus de Cusset.

### Dépôt
Le dépôt pour les tramways était aménagé dans le premier tiers de la ligne, aux Darcins, près du confluent entre le Sichon et le Jolan, dans une ancienne papeterie dont il réutilisait les turbines au fil de l'eau du Sichon. La compagnie installa de plus deux machines à vapeur de 120 ch qui actionnent des compresseurs Thirion, afin de fournir l'air comprimé à 80 bars qui actionnait les automotrices Mékarski ; ces automotrices pouvaient recharger, en une vingtaine de minutes, leur réservoir au dépôt et au terminus de Cusset alimenté par une canalisation.
Le dépôt disposait de 5 voies et d'une plaque tournante permettant de retourner les automotrices.

## Matériel roulant
Le tramway de Vichy à Cusset a été le troisième (après Nantes et Paris) et l'un des onze réseaux français de tramways à fonctionner avec des véhicules à air comprimé, avec notamment le tramway de Nantes, les tramways parisiens de la Compagnie générale des omnibus, des chemins de fer nogentais ou de la compagnie des tramways nord de Paris, le tramway d'Aix-les-Bains, le tramway de La Rochelle et le tramway de Saint-Quentin.
Les départs avaient lieu toutes les 20 à 30 minutes de 5 heures du matin (plus tard 8 h 30) à 20 h 30 (minuit en saison) pour un trajet de 15 minutes.

Des cartes ouvrières sont créées par la compagnie avec un tarif réduit pour faciliter le déplacement des salariés entre les deux villes.

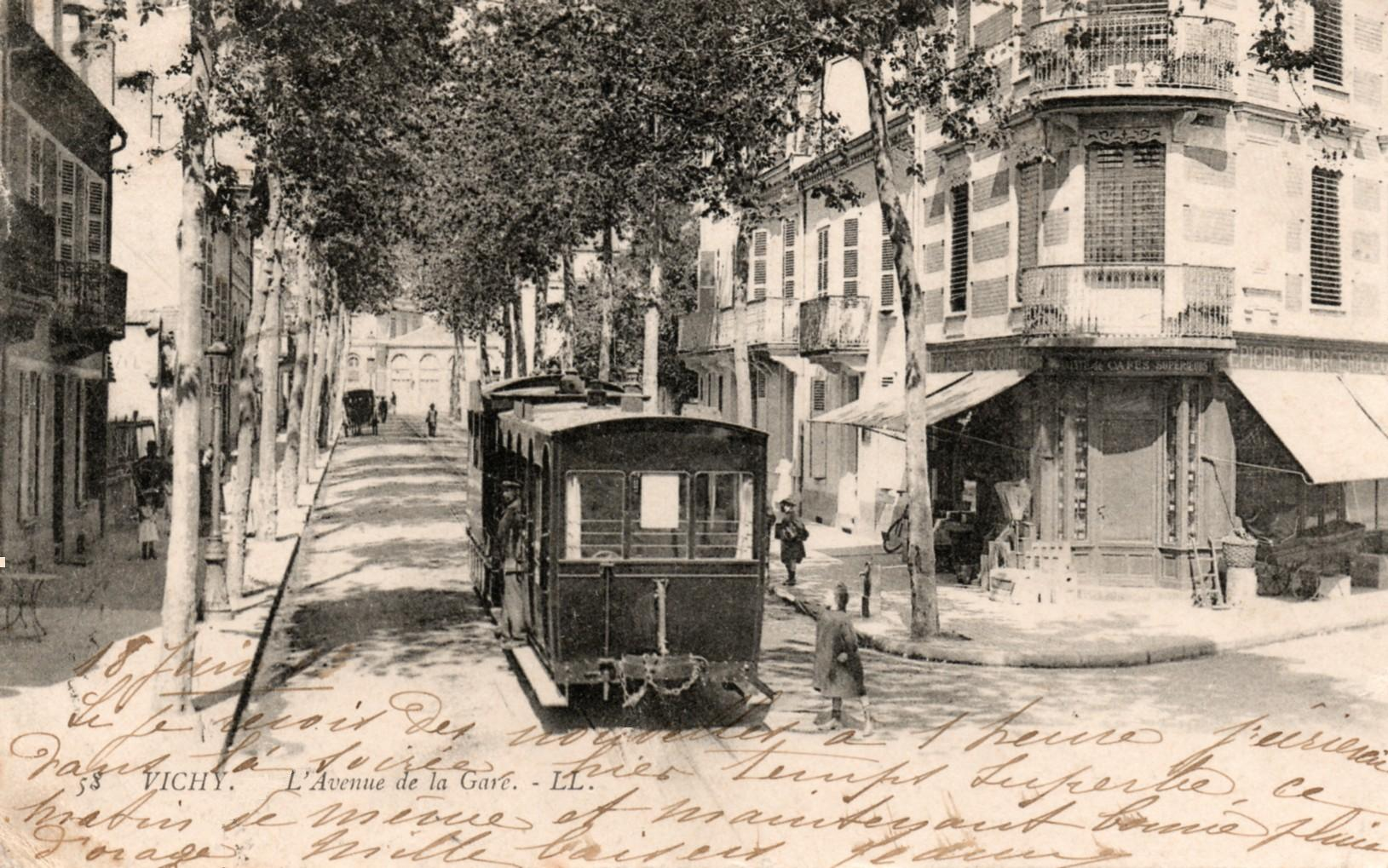
Vichy, avenue de la Gare en 1903, tramway et sa remorque

La traction est mécanique, mais sans fumées, ni vapeur : système Mékarski à air comprimé.
Le parc était constitué de : 
- six automotrices à air comprimé de 10 tonnes, transportant 40 voyageurs, disposant de réservoirs de 530 kg d'air comprimé ;
- cinq remorques de 3 tonnes, de 32 places assises et 18 voyageurs debout
- un fourgon à bagages, peu utilisé[7],[10].

## Vestiges et matériels préservés
Le site du dépôt, méconnaissable, reste utilisé par les services techniques de la ville de Cusset